# Gastone Pierini
Gastone Edgardo Pierini (* 27. September 1899 in Ancona, Italien; † 1967 in Brasilien) war ein italienischer Gewichtheber, der viermal bei Olympischen Spielen am Start war und bei den Olympischen Spielen 1932 eine Bronzemedaille im Leichtgewicht gewann.

## Werdegang
Gastone Pierini lebte mit seiner Familie in Ägypten. Er kam dort zum Gewichtheben und startete erstmals 1924 für Italien bei Olympischen Spielen. 1924 fanden diese in Paris statt und es wurde ein Fünfkampf (einarmiges Reißen und Stoßen sowie beidarmiges Reißen, Drücken und Stoßen) ausgetragen. Gastone Pierini kam dabei im Leichtgewicht, der Gewichtsklasse bis 67,5 kg Körpergewicht, auf 392,5 kg (55-72,5-80-80-105), womit er den 12. Platz belegte.
1928 fanden die Olympischen Spiele in Amsterdam statt. Es wurde dort im Gewichtheben erstmals der olympische Dreikampf ausgetragen, der aus beidarmigem Drücken, Reißen und Stoßen bestand und in dieser Form bis zu den Olympischen Spielen 1972 bestehen blieb. Gastone Pierini erzielte in diesem Dreikampf im Leichtgewicht 282,5 kg und kam damit auf den 8. Platz.
1932 erzielte Gastone Pierini, der niemals an italienischen Meisterschaften teilnahm, bei den ägyptischen Meisterschaften im Leichtgewicht hervorragende 315 kg. Mit dieser Leistung erreichte er hinter Ahmed Anwar, der im Dreikampf die gleiche Leistung erzielte, aber aufgrund seiner Leistung im Stoßen von 135,5 kg den ersten Preis zugesprochen bekam, den 2. Platz. Es war für die damals die absolute Weltspitze darstellenden ägyptischen Gewichtheber tragisch, dass sie aus wirtschaftlichen Gründen nicht nach Los Angeles entsandt werden konnten. Gastone Pierini dagegen konnte dort starten und gewann mit seiner Leistung von 302,5 kg (92,5-90-120) hinter Rene Duverger aus Frankreich, 325 kg und Hans Haas, Österreich, 307,5 kg, die Bronzemedaille.
Gastone Pierini war dann auch noch bei den Olympischen Spielen 1936 in Berlin am Start. Er erreichte dort im Leichtgewicht im olympischen Dreikampf 300 kg (95-90-115), die aber angesichts des in der Zwischenzeit stark gestiegenen Niveaus nur für den 10. Platz reichten.
1943 wurde Gastone Pierini als italienischer Staatsbürger in Ägypten von den Alliierten in einem Lager interniert, aus dem er erst 1948 entlassen wurde. 1957 wanderte er nach Brasilien aus, wo er 1967 starb.

## Erfolge
| Jahr | Platz  | Wettbewerb               | Art | Gewichtsklasse | Ergebnisse |
| 1924 | 12.    | OS in Paris              | FK  | Leicht         | mit 392,5 kg (55-72,5-80-80-105); Sieger: Edmond Decottignies, Frankreich, 440 kg, vor Anton Zwerina, Österreich, 427,5 kg und Bohumil Durdis, Tschechoslowakei, 425 kg     |
| 1928 | 8.     | OS in Amsterdam          | OD  | Leicht         | mit 282,.5 kg (82,5-90-110); Sieger: Kurt Helbig, Deutschland, 322,5 kg (90-97,5-135) und Hans Haas, Österreich, 322,5 kg (85-102,5-135)                                    |
| 1932 | 2.     | Ägyptische Meisterschaft | OD  | Leicht         | mit 315 kg, hinter Ahmed Anwar, Ägypten, 315 kg und vor Ahmed Mussa, Ägypten, 280 kg                                                                                        |
| 1932 | Bronze | OS in Los Angeles        | OD  | Leicht         | mit 302,5 kg (92,5-90-120), hinter Rene Duverger, Frankreich, 325 kg (97,5-102,5-125) und Hans Haas, 307,5 (82,5-100-125), vor Pierino Gabetti, Italien, 300 kg (85-95-120) |
| 1936 | 10.    | OS in Berlin             | OD  | Leicht         | mit 300 kg (95-90-115); Sieger: Robert Fein, Österreich, 342,5 kg (105-100-1347,5), gemeinsam mit Mohamed Ahmed Mesbah, Ägypten, 342,5 kg (92,5-105-145)                    |

Erläuterungen
- OS = Olympische Spiele
- FK = Fünfkampf, bestehend aus einarmigem Reißen und Stoßen sowie beidarmigem Reißen, Drücken und Stoßen; OD = olympischer Dreikampf, bestehend aus beidarmigem Drücken, Reißen und Stoßen